# Stigs Bjergby Sogn
Stigs Bjergby Sogn war eine Kirchspielsgemeinde (dän.: Sogn) auf der Insel Sjælland im südlichen Dänemark.
Bis 1970 gehörte sie zur Harde Tuse Herred im damaligen Holbæk Amt, danach zur Tornved Kommune im Vestsjællands Amt, die im Zuge der  Kommunalreform zum 1. Januar 2007 in der Holbæk Kommune in der Region Sjælland aufgegangen ist. Am 1. Dezember 2015 wurden Stigs Bjergby Sogn und der östlich benachbarte Mørkøv Sogn zum Stigs Bjergby-Mørkøv Sogn zusammengelegt.
Im Kirchspiel lebten am 1. Oktober 2015 609, im Kirchdorf leben 313 Einwohner (Stand: 1. Januar 2023).
Im Kirchspiel liegt die Kirche „Stigs Bjergby Kirke“.
Nachbargemeinden waren außer Mørkøv Sogn im Norden Kundby Sogn, im Süden Skamstrup Sogn und im Westen Jyderup Sogn.